# Clouduhall Stone

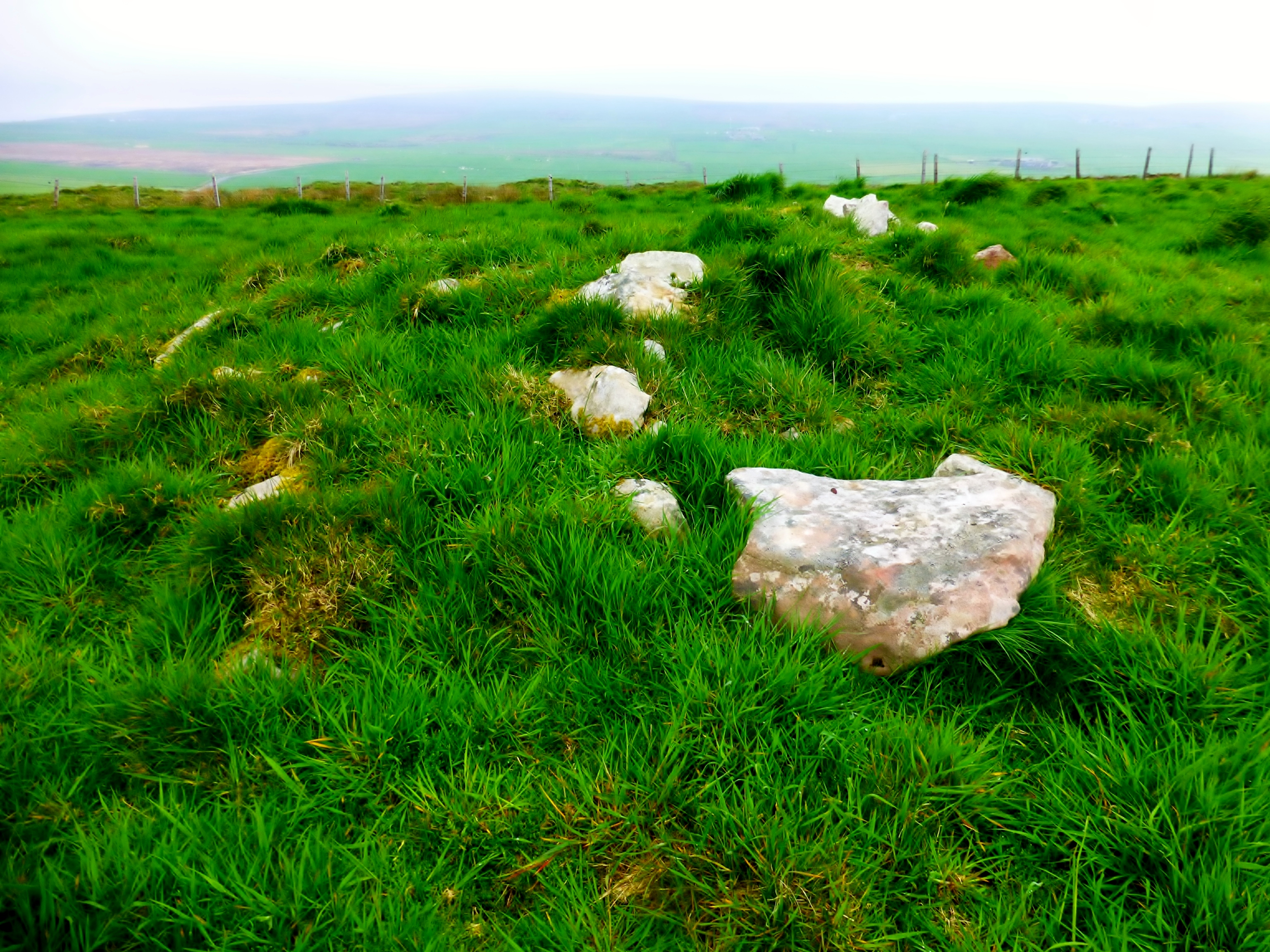
Kirkie Hill

Der Clouduhall Stone (auch Cloddishaugh, Cloddiehaugh, Cloddieha, Stensigar oder Kirkie Hill genannt) ist ein Menhir (englisch Standing stone), südlich von St Margaret’s Hope auf der Orkneyinsel South Ronaldsay in Schottland.
Der Stein ist etwa 2,5 m hoch, an seiner breitesten Stelle 1,35 m breit und 22 cm dick. Er scheint in einer Mulde mit einem verfüllten Kreisgraben in unmittelbarer Nähe zu stehen, wie der Ring aus dunkelgrünem Gras anzeigt. 
Der Stein kann eine Bestattung markieren, wie eine Steinkiste anzeigt, die vor einigen Jahren nahe seiner Westseite gefunden worden sein soll. Laut anderen Angaben wurde in der Nähe des Steins nie eine Steinkiste gefunden. Der Hinweis bezieht sich wahrscheinlich auf die Steinkiste, die im etwa 40,0 m entfernten Cairn gefunden wurde.